# 姜英信
姜英信（韓語：강영신，1945年—) ，是一位韓國已退役女子羽球運動員。

## 簡歷
李英順是首位贏得國際賽事獎牌的韓國羽球運動員。她在1969年的亞洲羽球錦標賽中與李英順一起獲得女子雙打冠軍。從1967年到1969年，她曾四次獲得韓國冠軍。